# Ясениця (Любуське воєводство)
Ясениця (пол. Jasienica, нім. Jeßnitz) — село в Польщі, у гміні Броди Жарського повіту Любуського воєводства.
Населення — 169 осіб (2011).
У 1975-1998 роках село належало до Зеленогурського воєводства.

## Демографія
Демографічна структура станом на 31 березня 2011 року:
|          | Загалом | Допрацездатний вік | Працездатний вік | Постпрацездатний вік |
| -------- | ------- | ------------------ | ---------------- | -------------------- |
| Чоловіки | 88      | 23                 | 59               | 6                    |
| Жінки    | 81      | 25                 | 41               | 15                   |
| Разом    | 169     | 48                 | 100              | 21                   |